# Бальдри, Анна Костанца
Анна Костанца Бальдри (итал. Anna Costanza Baldry, 16 мая 1970, Лондон — 9 марта 2019, Рим) — итальянский социальный психолог и криминолог. Она была профессором Университета Луиджи Ванвителли в Кампании. Эксперт по вопросам, связанным с насилием в отношении женщин и детей, Бальдри консультировала такие организации, как ООН и НАТО. За свой вклад в общество она была награждена орденом «За заслуги перед Итальянской Республикой».

## Биография
Бальдри родилась 16 мая 1970 года в Лондоне. Она училась в Римском университете Сапиенца, получив степень бакалавра психологии в 1994 году и докторскую степень в области социальной психологии в 1999 году. Она изучала криминологию в Кембриджском университете, получив степень магистра в 1996 году и докторскую степень в 2001 году под руководством Дэвида Фаррингтона. С 2003 по 2004 год она прошла постдокторскую стипендию в Свободном университете Амстердама, получив финансирование от Marie Skłodowska-Curie Actions. С 2005 года она преподавала курсы психологии и криминологии в Университете Луиджи Ванвителли в Кампании. Она также преподавала виктимологию в Миланском католическом университете.
Бальдри проводила исследования и консультировала по темам, связанным с агрессией и отношениями, включая издевательства над детьми и подростками, кибербуллинг и гендерное насилие. Она руководила рядом проектов по профилактике и вмешательству, в том числе разработкой Оценки угрозы буллингового поведения среди молодежи (TABBY), программы вмешательства в буллинг, реализованной в восьми странах, и валидацией итальянского протокола Оценки риска супружеского нападения (SARA). Она также проводила обучение по вопросам насилия для сотрудников правоохранительных органов, социальных работников и других поставщиков услуг, а также работала экспертом-консультантом в таких организациях, как Организация Объединённых Наций, ОБСЕ и НАТО.
В 2015 году президент Серджо Маттарелла наградил её орденом «За заслуги перед Итальянской Республикой», высшей наградой страны.
Бальдри умерла 9 марта 2019 года.

## Избранные труды
- Baldry AC, Farrington DP (2000). Bullies and delinquents: Personal characteristics and parental styles. Journal of Community & Applied Social Psychology. 10 (1): 17–31. doi:10.1002/(SICI)1099-1298(200001/02)10:1<17::AID-CASP526>3.0.CO;2-M.
- Baldry AC (July 2003). Bullying in schools and exposure to domestic violence. Child Abuse & Neglect. 27 (7): 713–32. doi:10.1016/s0145-2134(03)00114-5. PMID 14627075.
- Baldry AC (2004). The impact of direct and indirect bullying on the mental and physical health of Italian youngsters. Aggressive Behavior. 30 (5): 343–355. doi:10.1002/ab.20043.
- Baldry AC, Farrington DP (2004). Evaluation of an intervention program for the reduction of bullying and victimization in schools. Aggressive Behavior. 30 (1): 1–15. doi:10.1002/ab.20000.
- Intimate partner violence prevention and intervention: The risk assessment and management approach. — New York : Nova Science Publishers, 2008. — ISBN 978-1-60021-858-3.
- Baldry AC, Pacilli MG, Pagliaro S (May 2015). She's not a person...she's just a woman! Infra-humanization and intimate partner violence. Journal of Interpersonal Violence. 30 (9): 1567–82. doi:10.1177/0886260514540801. PMID 24986191.